# Спорный (Весёловский район)
Спо́рный — хутор в Весёловском районе Ростовской области. 
Входит в состав Верхнесолёновского сельского поселения. 

## Население
| 1989 | 2002 | 2010 |
| ---- | ---- | ---- |
| 407  | ↗430 | ↘397 |

## Улицы
| - ул. Береговая - ул. Гидроузловая - ул. Западная - ул. Победы - ул. Хуторская - ул. Центральная - ул. Шоссейная | - пер. Мирный - пер. Тупиковый |

## Достопримечательности
Рядом с хутором находятся курганы и курганные группы, являющиеся объектами культурного наследия регионального значения.